# 물어보는 사이
물어보는 사이는 성은이 2021년 6월 6일부터 2024년 2월 11일까지 네이버 웹툰에 연재했었던 웹툰이다.

## 줄거리
뱀파이어에게 물리면 건강해진다?!
두통으로 의도치 않게 비호감 연예인이 된 이채이.
우연히 톱스타인 서이준이 뱀파이어이고, 그에게 물리면 한동안 건강해진다는 걸 알게 된다.
물어달라 부탁하는 채이에게 이준은 계약 연애를 제안하는데...